# SMS Salamander (1861)
SMS Salamander – fregata pancerna typu Drache zbudowana dla Österreichische Marine w latach 60. XIX wieku. Położenie stępki pod okręt odbyło się w lutym 1861 roku, wodowanie w sierpniu, a ukończenie w maju 1862 roku. W czasie II wojny o Szlezwik w 1864 roku „Salamander” pozostał na Adriatyku, podczas gdy pozostałe okręty zostały wysłane na Morze Północne w celu wsparcia Prus. Dwa lata później Prusy i Włochy wspólnie zaatakowały Austrię w czasie wojny prusko-austriackiej. W lipcu „Salamander” wziął udział w zwycięskiej bitwie pod Lissą, podczas której Austriacy pokonali silniejszą flotę włoską. Natychmiast po wojnie został przezbrojony w silniejsze działa. Później był niewiele używany ze względu na zmniejszenie budżetu na marynarkę wojenną. Jednostka została skreślona z rejestru floty w 1883 roku i posłużyła jako nawodny magazyn min morskich. Został rozebrany w latach 1895-1896.

## Konstrukcja
SMS „Salamander” został zamówiony w odpowiedzi na dwa okręty pancerne typu Formidabile, które Włochy kupiły od Francji w 1860 roku. Miał 62,78 m długości między pionami i 70,1 m długości całkowitej. Jego szerokość wynosiła 13,94 m, a zanurzenie od 6,3 do 6,8 m. Wyporność standardowa wynosiła 2869 ton, zaś maksymalna 3160 ton. Okręt miał poziomą 2-cylindrową maszynę parową, która napędzała pojedynczą śrubę za pomocą pary dostarczanej przez cztery opalane węglem kotły parowe. Dym uchodził przez pojedynczy komin. Układ napędowy miał moc 1842-2060 KM i zapewniał prędkość 10,5-11 węzłów. Na potrzeby długich rejsów okręt został wyposażony w trzy maszty i takielunek barku. Załoga składała się z 346 oficerów i marynarzy.
Okręt był pancernikiem bateryjnym i był uzbrojony w 10 48-funtowych ładowanych odprzodowo armat gładkolufowych i 18 24-funtowych gwintowanych armat ładowanych odprzodowo. Działa te umieszczone były w furtach wzdłuż burt okrętu. W 1867 roku uzbrojenie zostało wymienione na 10 ładowanych odprzodowo dział gwintowanych Armstrong kal. 178 mm i 2 brązowe, ładowane odprzodowo gwintowane działa kal. 51 mm. Fregata była wyposażona w taran. „Salamander” posiadał pas opancerzenia o grubości 115 mm, wykonany z kutego żelaza.

## Służba
Stępka pod „Salamandra” została położona w lutym 1861 roku w stoczni Stabilimento Tecnico Triestino w Trieście. Okręt został zwodowany 20 lub 22 sierpnia 1861 roku i ukończony w maju 1862 roku. W trakcie II wojny o Szlezwik „Salamander” i jego siostrzany okręt, „Drache”, pozostały na Adriatyku w celu obrony austriackiego wybrzeża, podczas gdy austriacka eskadra została wysłana na Morze Północne w celu wsparcia Prus. W czerwcu 1866 roku Włochy wypowiedziały wojnę Austrii, rozpoczynając trzecią wojnę o niepodległość. Mniej więcej w tym samym czasie rozpoczęła się również wojna prusko-austriacka. Kontradmirał Wilhelm von Tegetthoff, dowódca austriackiej floty, natychmiast zarządził mobilizację. Kiedy okręty zostały w pełni obsadzone, rozpoczęły się ćwiczenia w Fasanie. 27 czerwca Tegetthoff przeprowadził swoją flotę pod Ankonę w celu wyciągnięcia włoskiej floty z jej bazy, ale włoski dowódca admirał Carlo di Persano nie zdecydował się podjąć walki.

### Bitwa pod Lissą
16 lipca Persano wyprowadził swoją flotę z Ankony i skierował się w stronę wyspy Lissa, do której dotarł dwa dni później. Razem z główną flotą złożoną z 12 okrętów pancernych, pod wyspę przybyły również transportowce z zaokrętowanymi 3000 żołnierzami. Następne dwa dni Włosi spędzili, bombardując austriackie pozycje i nieskutecznie próbując wysadzić desant. Między 17 a 19 lipca Tegetthoff otrzymał kilka telegramów informujących o włoskim ataku, lecz na początku uważał je za fałszywe, wierząc, że miały one za zadanie wyciągnięcie austriackiej floty z jej baz w Puli i Wenecji. Dopiero rankiem 19 lipca zrozumiał, że Lissa rzeczywiście jest włoskim celem i poprosił o pozwolenie na atak. Gdy flota Tegetthoffa przybyła w okolice Lissy 20 lipca, włoskie okręty ustawione były w szyku do kolejnej próby lądowania. Włosi podzieleni byli na trzy grupy, z których tylko dwie mogły skoncentrować się na czas, by przeciwstawić się Austriakom. Tegetthoff uformował swoje okręty pancerne w szyk klinowy, z „Salamandrem” na lewej flance; drewniane okręty z drugiego i trzeciego dywizjonu podążyły za nimi w takich samych formacjach.
W trakcie formowania szyku swoich okrętów, Persano przeniósł się ze swojego okrętu flagowego, „Re d’Italia”, na „Affondatore”. To spowodowało lukę we włoskiej formacji i Tegetthoff skorzystał z okazji, by rozdzielić włoską flotę, i rozpocząć walkę na bliski dystans. Przepłynął przez wyrwę, ale nie udało mu się staranować żadnego nieprzyjacielskiego okrętu, przez co musiał zawrócić i podjąć jeszcze jedną próbę. „Salamander” i dwie inne jednostki z lewego skrzydła, „Habsburg” i „Kaiser Max”, zaatakowały włoskie okręty z prowadzącego dywizjonu, „Principe di Carignano”, „Castelfidardo” i „Ancona”. W czasie walk na bliski dystans „Salamander” podjął nieudaną próbę staranowania niezidentyfikowanego włoskiego okrętu.
Po zatonięciu „Re d’Italia” włoska flota zaczęła wycofywać się z walki z płonącym i zostającym z tyłu „Palestro”, który został później zniszczony przez wybuch magazynu amunicji. Persano przerwał bitwę i, mimo że wciąż miał przewagę liczebną nad Austriakami, nie zdecydował się przeprowadzić kontrataku swymi zdemoralizowanymi siłami. Ponadto jego flocie kończyły się amunicja i węgiel. Włosi, a następnie Austriacy, zaczęli się wycofywać; Tegetthoff postanowił oddalić się na bezpieczny dystans, by nie ryzykować utraty swojego sukcesu. Po zapadnięciu zmroku obie floty kierowały się już w stronę swoich baz w Ankonie i Puli. Mimo iż w czasie bitwy „Salamander” został trafiony 35 razy, Włosi nie zdołali poważnie uszkodzić ani jego, ani żadnego innego austriackiego okrętu pancernego.

### Dalsza służba
Po powrocie do Puli Tegetthoff utrzymywał swoją flotę na północnym Adriatyku, gdzie prowadziły działania rozpoznawcze przeciwko możliwemu włoskiemu atakowi. Jednak włoskie okręty nigdy się nie pojawiły, a 12 sierpnia oba państwa podpisały rozejm w Cormons. To zakończyło walki i doprowadziło do traktatu wiedeńskiego w 1866 roku. Pomimo że Austriacy pokonali Włochów w bitwach pod Lissą i Custozą, sami zostali doszczętnie pobici przez Prusy pod Sadową. W rezultacie Austria, która w 1867 roku na mocy ugody austriacko-węgierskiej stała się Austro-Węgrami, zmuszona była oddać Włochom Wenecję. Każda połowa monarchii dualistycznej mogły zawetować decyzje drugiej części, przez co, ze względu na brak zainteresowania Węgrów ekspansją morską, znacząco ograniczono budżet na marynarkę wojenną. Jednym z natychmiastowych skutków wojny było rozbrojenie i wycofanie ze służby znacznej liczby austriackich okrętów.
Przeprowadzono skromną modernizację floty polegającą przede wszystkim na wymianie uzbrojenia na okrętach pancernych na działa gwintowane. Budżet na rok 1867 przewidywał fundusze na modernizację w pierwszej kolejności dwóch najstarszych okrętów we flocie – „Drache” i „Salamandra”. W latach 1867–1868 oba okręty otrzymały nowe uzbrojenie, ładowane odprzodowo gwintowane działa: 10 kal. 178 mm i dwa brązowe kal. 51 mm. Do 1875 roku rola „Salamandra” została zredukowana do stacjonarnego okrętu obronnego. Do roku 1883 jego drewniana burta zbutwiała na tyle, że nie był już zdolny do żeglugi. Ponadto został opanowany przez karaluchy, dlatego nie nadawał się do zamieszkania przez załogę. 18 marca 1883 roku został skreślony z rejestru marynarki wojennej i przebudowany na hulk. W tej konfiguracji służył przez ponad dekadę jako magazyn min morskich, zanim został rozebrany w latach 1895-1896.